# Erysimum gelidum
Erysimum gelidum là một loài thực vật có hoa trong họ Cải. Loài này được Bunge mô tả khoa học đầu tiên năm 1857.